# Anaksagoras
Anaksagoras z Kladzomen (stgr. Ἀναξαγόρας; ur. ok. 500 p.n.e., zm. ok. 428 p.n.e.) – grecki filozof.

## Elementy biograficzne
Urodził się w Klazomenaj w Azji Mniejszej, ale jeszcze w młodości przeniósł się do Aten. Dla studiów udał się do Miletu i Egiptu, później nauczał w Atenach, otaczany opieką Peryklesa. W swojej nauce starał się znaleźć kompromis między poglądami Heraklita i eleatów.
Anaksagoras zradykalizował myśl Empedoklesa wskazując na istnienie nieskończenie wielu pierwiastków, które nazwał homoimeriami. Te jednak nie mogły wytworzyć rzeczy z własnej mocy, początkowo znajdowały się w bezwładnej mieszaninie (sfairos). Katalizatorem powstania rzeczy stał się ruch, ruch natomiast został spowodowany przez znajdujący się poza światem umysł. Zatem to umysł czy też duch jest zasadą, z kolei homoimerie jedynie budulcem.
Jego dzieło O przyrodzie (Peri physeon) znane jest tylko we fragmentach. Według Diogenesa Laertiosa Anaksagoras jako pierwszy umieścił w książce diagram.
Jako pierwszy podał poprawne wyjaśnienie zaćmienia Słońca i Księżyca. Podał też pierwsze udokumentowane poprawne wyjaśnienie faz Księżyca. Na podstawie obserwacji meteorytów spadających na Ziemię, które są bryłkami czerwonego rozgrzanego żelaza, wnioskował, że Słońce i inne gwiazdy musiały być również właśnie takimi kulami. Przyjmując założenie, że Ziemia nie ma kształtu kuli lecz jest płaska, obliczył, że Słońce o średnicy 35 mil położone jest powyżej niej, na wysokości około 4000 mil. Używając podobnej metody obliczeń (triangulacji) Eratostenes, zakładając że Ziemia jest okrągła, obliczył jej promień (około 4000 mil). Jednym z uczniów Anaksagorasa był Perykles. Według legendy miał być oskarżony o bezbożność i wygnany z Aten, jednak przekazy o tym wspominające budzą wiele wątpliwości.

## Kosmogonia
Anaksagoras jest pierwszym, który określił Zasadę Absolutną jako rozsądek (myślenie - nous, a nie rozum, logos), wprowadzając element duchowy. Jego zdaniem, zasada jest rzeczywistością nieskończoną, oddzieloną od reszty, sama w sobie, jest myśleniem i samookreślającą się działalnością. Anaksogoras nie skorzystał jednak w pełni z tej koncepcji i ostatecznie uznaje, iż duch to tylko pierwsze poruszenie w procesie mechanistycznym. Duch ten, jak twierdzi Anaksagoras, ma charakter materialny (choć subtelniejszy), w przeciwnym wypadku nie mógłby oddziaływać z materią. Umysł istnieje więc w przyrodzie w sposób immanentny, jest istotą przyrody. Dlatego substancją jest to, co ogólne – nie bogowie, nie zasady zmysłowe, czy żywioły, ale myśl jako taka, myśl sama w sobie, myśl, która jest duszą.
Prócz tego istnieje zasada druga – zasada przyrody (homoiomerie ομοιομερη – zarodki wszystkich rzeczy, od όμοιος - podobny i μέρος - część). Nie ma ona jednak charakteru absolutnego. 
Koncepcja Anaksagorasa jest analogiczna do idei Empedoklesa, ale opierająca się na własnościach ilościowych, a nie jakościowych. Żadna jakość nie może bowiem powstać z innej, a składniki świata są niezmienne. Wszystko jest więc jedynie ilościowym złożeniem zarodków (dlatego we wszystkim jest część wszystkiego). 
Rzeczy różnią się proporcją zmieszania zarodków:
- początkowo rzeczy były zmieszane w pierwotnej mieszaninie, skąd wyłoniły się dzięki ruchowi nadanemu światu przez boski umysł,
- powstawanie to dzielenie się, tak powstają przeciwieństwa (zimne oddziela się od ciepłego itd.).

Materia jest z natury nieruchoma, siła poruszająca świat musi więc mieć charakter zewnętrzny. Pierwsze poruszenie spowodowało ruch wirowy całej materii. Tym sposobem: 
- ciała ciężkie znalazły się na dole (ziemia), lekkie – u góry (ogień), pośrodku – woda i powietrze,
- Ziemia jest płaska, na niej układa się morze powstałe z wilgoci, która wyparowała pod wpływem ciepła słonecznego (Słońce to bowiem masa rozgrzana do czerwoności),
- z wilgoci, ciepła i substancji podobnej do Ziemi powstały pierwsze zwierzęta (zarzewie teorii ewolucji).

Rozwinięciem atomistycznych idei Anaksagorasa jest teoria Demokryta.

## Wpływ
Z dzieł Anaksagorasa korzystał Sokrates.